# استانیسلاو آسایف
استانیسلاو آسایف (انگلیسی: Stanislav Aseyev؛ زادهٔ ۱ اکتبر ۱۹۸۹) رمان‌نویس، روزنامه‌نگار اهل اوکراین است.